# Road House (1934)
Road House é um filme mudo do gênero policial produzido no Reino Unido e lançado em 1934. É baseado na peça teatral de 1932 Road House, de Walter C. Hackett.